# Javier Herranz
Javier Herranz Mores, (nacido el 24 de octubre de 1961 en Barcelona, Cataluña) es un exjugador de baloncesto español. Con 2.03 de estatura, su puesto natural en la cancha era el de pívot.

## Trayectoria
- Cantera Sagrados Corazones.
- 1981-82 Sant Josep Badalona.
- 1982-83 Cotonificio Badalona.
- 1983-84 Licor 43 Santa Coloma.
- 1984-85 Bàsquet Manresa.
- 1985-86 Caja Ronda.
- 1986-87 Bàsquet Manresa.
- 1987-90 Valencia Basket.
- 1990-91 Mayoral Málaga.
- 1991-92 Club Ourense Baloncesto.
- 1992-93 Cajabadajoz.
- 1994-95 C.B. Marbella.
- 1995-96 Mallorca B.C.